# Blake Schilb
Blake Schilb, né le 23 décembre 1983 à Rantoul (États-Unis), est un joueur de basket-ball professionnel tchéco-américain. Il mesure 1,97 m et joue arrière et ailier.

## Biographie
Schilb fait ses études universitaires dans le club des Ramblers de Loyola de l'université Loyola de Chicago entre 2003 et 2007. En 2006, il est désigné Honorable Mention All-America par Associated Press à la suite de ses performances : en moyenne 19,1 points, 5,2 rebonds et 3,9 passes décisives par rencontre. Il se présente à la draft 2006 de la NBA mais retire son nom à la dernière minute et revient aux Ramblers pour faire son année senior. Il sort de l'université avec le quatrième plus gros total de points (1 879) de l'histoire des Ramblers et le plus grand nombre de paniers à trois-points mis (204). Non drafté en 2007, il part jouer en Europe. D'abord en République tchèque, pour le club de Nymburk, puis en France à l'Élan sportif chalonnais à partir de 2009.
Il est élu meilleur joueur (MVP) du championnat de France de basket-ball pour le mois de janvier 2011. Il est aussi finaliste semaine des As en 2011 avec l'Élan sportif chalonnais. Les titres arrivent en étant vainqueur de la Coupe de France en 2011 (MVP de cette finale). Après ce titre, il prolonge son contrat avec l'Élan jusqu'en 2013. Lors de saison suivante, il remporte un nouveau titre avec la Semaine des As 2012, compétition dont il obtient le titre de MVP. Ce qui fait de lui le candidat numéro un au titre de MVP étranger de Pro A, trophée qu'il reçoit finalement en mai.
En juin 2013, il signe un contrat de 3 ans avec l'Étoile rouge de Belgrade qui évolue en Ligue adriatique. Il est coupé en janvier 2014 après avoir disputé 26 rencontres (dont 10 en Euroligue) sous le maillot de l'Étoile rouge. Le 29 janvier 2014, il s'engage avec Paris-Levallois pour un contrat d'un an et demi où il retrouve l'entraîneur Gregor Beugnot qu'il considère comme un « mentor »,. Lors de son premier match, contre Strasbourg, il ne marque aucun point en quinze minutes et se blesse à la cuisse durant la première mi-temps.
Au début de l'année 2015, Schilb est critiqué pour ses performances par son entraîneur Gregor Beugnot. En avril, le Paris Levallois accepte la demande de Schilb de quitter le club pour des raisons personnelles, un problème de santé grave touchant son frère. En août, il demande la nationalité tchèque, sa femme et ses enfants possédant déjà cette nationalité, afin de disputer l'Euro 2015 avec la République tchèque.
Pour la saison 2015-2016, il évolue pour le club de Galatasaray. Le 28 juillet 2016, il prolonge son contrat d'un an avec le club turc.
Le 1er octobre 2017, il part en Espagne au CDB Séville.
Le 7 août 2018, il revient en France et signe au Champagne Châlons Reims Basket un contrat de trois ans dont une optionnelle. Lors du déplacement de son équipe à Chalon-sur-Saône le 12 mai 2019, il est célébré par l'Élan sportif chalonnais qui lui rend hommage lors d'une cérémonie où son maillot numéro 11 devient le premier numéro retiré de l'histoire du club. Au mois de mai 2020, il active son option de sortie et quitte le Champagne Châlons Reims Basket après deux saisons.
En avril 2021, il rejoint l'USK Prague où il termine la saison et clôt sa carrière professionnelle.

## Clubs
- 2007-2009 :  ČEZ Basketball Nymburk (Division 1)
- 2009-2013 :  Élan sportif chalonnais (Pro A)
- 2013-Jan.2014 :  Étoile rouge de Belgrade (Ligue adriatique)
- 2014-2015 :  Paris-Levallois Basket (Pro A)
- 2015-2017 :  Galatasaray (TBL)
- 2017-2018 :  Séville (Liga ACB)
- 2018-2020 :  Champagne Châlons Reims Basket (Jeep Élite)

## Palmarès

### Résultats et titres
Avec l'Élan sportif chalonnais, Blake Schilb obtient les résultats suivants :
- Champion de France en 2012[23].
- Vainqueur de la Coupe de France 2011 et 2012[24].
- Vainqueur de la Semaine des As 2012.
- Finaliste de la Semaine des As en 2011.
- Finaliste de l'EuroChallenge 2012[25].

Avec le ČEZ Basketball Nymburk, Blake Schilb obtient les titres suivants :
- Championnat de République tchèque de basket-ball en 2008 et 2009

Avec Galatasaray : 
- EuroCoupe en 2016

### Distinctions personnelles
- MVP de la finale de Coupe de France en 2011[5].
- MVP de la Semaine des As 2012[7].
- MVP étranger de Pro A 2011-2012[8].
- MVP du mois de janvier 2011 de Pro A[4].
- MVP du mois de février 2012 de Pro A[26].
- MVP de la finale du championnat de France 2012.
- MVP de la 9e journée d'Euroligue 2012-2013[27].